# تلوکناگا
تلوکناگا (اندونزیایی: Teluknaga) شهری در استان بانتن کشور اندونزی است. جمعیت این شهر بر اساس سرشماری سال ۱۹۹۰ میلادی، ۴۱٫۷۱۸ نفر و بر اساس سرشماری سال ۲۰۰۰ میلادی، ۹۳٫۵۹۷ بوده که در سال ۲۰۰۷ میلادی به ۱۴۶٫۸۲۹ نفر افزایش یافته‌است.